# 유참
대효왕 유참(代孝王 劉參, ? ~ 기원전 162년)은 중국 전한의 황족이자 제후왕으로, 전한 문제의 서자다.

## 생애
문제 2년(기원전 178년)에 형제 대왕 유무·양왕 유읍과 함께 왕작에 봉해져, 부황이 왕 시절에 봉국으로 가지고 있던 대나라의 일부를 갈라내어 만든 태원나라의 왕에 봉해졌고, 진양(晉陽)을 서울로 삼았다. 대나라의 나머지 영토는 유무가 받았다.
문제 4년(기원전 176년), 유무가 회양나라로 옮겨 봉해지면서 태원나라가 대나라를 역합병하는 형식을 취해 대나라 왕으로 봉호가 바뀌었다.
문제 후2년(기원전 162년) 6월에 죽어 시호를 효라 했고, 아들 유등이 뒤를 이었다.